# جون ماكدونالد (سياسي كندي)
جون ماكدونالد (بالإنجليزية: John Macdonald)‏ هو شخصية أعمال وسياسي كندي، ولد في 27 ديسمبر 1824 في بيرث في المملكة المتحدة، وتوفي في 4 فبراير 1890 في تورونتو في كندا. انتخب عضو مجلس الشيوخ الكندي وانتخب عضو مجلس العموم الكندي.